# Храм Святого Николая (Волгоград)
Храм святого Николая Мирликийского — католический храм в городе Волгограде. Административно относится к Астраханскому деканату Епархии св. Климента с центром в Саратове, возглавляемой епископом Клеменсом Пиккелем. Расположен по адресу: ул. Пражская, д. 14.

## История
Первыми католиками на территории современной Волгоградской области были поволжские немцы, которые появились здесь в конце XVIII века в ходе колонизации Поволжья немецкими переселенцами. С середины XIX века приход Царицына относился к Херсонской епархии, переименованной затем в Тираспольскую.
Католический храм в Волгограде, построенный в 1899 году на личные средства архиепископа-митрополита Ежи Шембека, был возведен из жжёного кирпича на каменном фундаменте, вся церковь живописно расписана и украшена. Главный алтарь был освящён в честь Успения Божией Матери, боковые приделы посвящены Богородице и св. Станиславу. В 1917 году царицынский католический приход насчитывал 600 человек.
В 30-х годах храм был закрыт и разграблен, в 1935 г. там разместилась школа, затем в здании находился клуб. К 80-м годам XX века здание обветшало настолько, что возник проект его сноса и строительства на его месте Дома техники молодёжи. В 90-х годах началась нормализация деятельности Католической церкви в России. 19 августа 1991 г. был зарегистрирован католический приход Волгограда. 9 января 1992 года храм в полуразрушенном состоянии был передан Церкви. Реставрация здания продолжалась пять лет, 4 мая 1997 года храм был освящён во имя святого Николая Мирликийского. В 1999 году торжественно отмечалось столетие храма.
В приходе действует благотворительная организация «Каритас» и католическое движение «Ассоциация Иоанна XXIII».

## Архитектура
Храм построен из кирпича в псевдоготическом стиле. Главный фасад украшен стрельчатой аркой и розеткой. Над главным входом — башня в готическом стиле с колокольной звонницей, увенчанная шпилем.

## Реликвии прихода
В церкви находятся частица мощей святого Николая Мирликийского, привезённая из Бари, и местнопочитаемая икона (копия) Сталинградской мадонны (иначе называемая «Дева Мария Примирения»).